# Cucurbitermes
Cucurbitermes es un género de termitas  perteneciente a la familia Termitidae que tiene las siguientes especies:

## Especies
1. Cucurbitermes parviceps
2. Cucurbitermes sinensis
3. Cucurbitermes yingdeensis